# Nick Wall (Squashspieler)
Nicholas „Nick“ Wall (* 24. Februar 2000 in Sheffield) ist ein englischer Squashspieler.

## Karriere
Nick Wall sicherte sich bereits bei den Junioren in sämtlichen Altersklassen den Titel bei den britischen Meisterschaften. Er begann seine professionelle Karriere im Jahr 2019 und gewann bislang zehn Turniere auf der PSA World Tour. Der erste Titelgewinn gelang ihm im November 2019 in Las Vegas nach einem Finalerfolg über Faraz Khan. Sieben weitere folgten im Verlauf der Saison 2021/22. Seine höchste Platzierung in der Weltrangliste erreichte er mit Rang 31 am 9. Oktober 2023. Mit der englischen Nationalmannschaft gelang ihm 2023 der Titelgewinn bei den Europameisterschaften.

## Erfolge
- Europameister mit der Mannschaft: 2023
- Gewonnene PSA-Titel: 10